# 攝政 (琉球)
攝政亦稱國相、王相、諸司代，是琉球國朝廷的最高位階的官職，位居三司官之上。相當於中國古代的宰相、日本古代的攝政和關白。
義本王時代，英祖被任命為攝政，這是琉球歷史上的第一位攝政。第一尚氏王朝時期，中國人程復、王茂、懷機曾先後出任攝政一職。第二尚氏王朝建立以來至尚永王代時期，攝政一職一直空缺，直到1589年，尚寧王才恢復攝政一職，任命弟弟尚宏為攝政。
攝政基本上從王子或按司選出。如果按司出任攝政，從就職那天起，他的位階將被陞為王子（「王子」也是琉球國位階名之一）。
在第二尚氏王朝時期，攝政通常只是一個閑職而已，管理王室的禮儀。攝政一般不會參與政治活動。歷史上只有兩人例外：一位是僧人菊隱，是尚寧王在薩摩藩的壓力下而被任命的；另一位是在1667年北谷惠祖事件後被薩摩藩扶植上臺的向象賢，任職期間曾進行大幅度地改革。

## 較出名攝政
- 尚宏
- 菊隱
- 向象賢
- 尚健